# Сент Мериз (Џорџија)
Сент Мериз (Џорџија) (енгл. St. Marys) град је у америчкој савезној држави Џорџија. По попису становништва из 2010. у њему је живело 17.121 становника.

## Демографија
Према попису становништва из 2010. у граду је живело 17.121 становника, што је 3.360 (24,4%) становника више него 2000. године.
| Група             | 2000.         | 2010.          |
| Белци             | 9.969 (72,4%) | 12.128 (70,8%) |
| Афроамериканци    | 2.751 (20,0%) | 3.198 (18,7%)  |
| Азијати           | 166 (1,2%)    | 234 (1,4%)     |
| Хиспаноамериканци | 614 (4,5%)    | 1.029 (6,0%)   |
| Укупно            | 13.761        | 17.121         |